# Увалень Томми
«Увалень Томми» (англ. Tommy Boy; в некоторых вариантах перевода на русский язык — «Малыш Томми») — комедийный фильм режиссёра Питера Сигала. Премьера фильма в США состоялась 31 марта 1995 года.

## Сюжет
Томми (Крис Фарли) с детства был толстяком и увальнем, вечно падающим, ударяющимся о двери и заборы, но неунывающим, добрым и отзывчивым. Закончив на все тройки колледж всего лишь на полгода позже остальных, он приезжает в родной городок, где его отец (Брайан Деннехи) хочет, чтобы сын продолжил дело на семейном заводе автомобильных запчастей. Он преподносит сыну сюрприз — у Томми будет новая очаровательная мама (Бо Дерек), да к тому же ещё и брат, о котором наш добряк мечтал с детства. Все было бы идеально, но на свадьбе отец умирает от разрыва сердца, а далее все идет весьма предсказуемо, хотя и смешно — новый «братик» оказывается мужем красавицы Дерек, и они вдвоем хотят скорее продать компанию, чтобы захапать денежки. Томми проявляет характер и спасает родной завод и его рабочих от увольнения.

## В ролях
| Актёр          | Роль              |
| -------------- | ----------------- |
| Крис Фарли     | Томми             |
| Дэвид Спейд    | Ричард            |
| Брайан Деннехи | Большой Том       |
| Бо Дерек       | Беверли           |
| Дэн Эйкройд    | Залински          |
| Джули Уорнер   | Мишелль           |
| Шон Маккэнн    | Фрэнк Риттенхауэр |
| Зак Гренье     | Тед Рейли         |
| Колин Фокс     | Нельсон           |
| Роб Лоу        | Пол Бэриш         |

## Кассовые сборы и критика
В первый день проката фильм занял первое место по сборам, заработав чуть более $8 млн, но по истечении семи недель покинул топ-20. Общая сумма кассовых сборов составила $ 32,648,673. Фильм получил в основном смешанные отзывы критиков. На сайте Rotten Tomatoes рейтинг картины составил 44 %, а средняя оценка — 5.2 баллов из 10 на основе 41 обзора.
Кевин Томас из «Los Angeles Daily News» дал фильму положительный отзыв, назвав его «сладко добродушным и смешным». Брайан Уэбстер из «Apollo Guide» также дал положительную оценку: «Если Вы ожидаете классическую комедию, то „Увалень Томми“ вам вполне подойдёт». Скотт Уэйнберг из DVDTalk.com назвал фильм «чертовски смешным». Роджер Эберт из «Chicago Sun-Times» дал отрицательный отзыв. С момента своего релиза, некоторые критики оценивают фильм, как культовый.

### Комментарии
1. ↑  На сайте Box Office Mojo Архивная копия от 22 июля 2011 на Wayback Machine общая сумма проката составляет $32,679,899.